# Charles Durning
Charles Durning (28. února 1923 – 24. prosince 2012) byl americký herec. Objevil se ve více než 200 filmech, televizních představeních a hrách.
Vystupoval v nezapomenutelných rolích policejních důstojníků v oscarovém Podraz (1973) a kriminálním dramatu Dog Day Afternoon (1975), společně s komediemi Tootsie, To Be or Not to Be a The Best Little Whorehouse in Texas, poslední dvě mu získaly nominaci v kategorii za nejlepší herecký výkon ve vedlejší roli v Academy Award. Vyhrál cenu Tony Award za ztvárnění Big Daddyho v inscenaci Kočka na rozpálené plechové střeše v roce 1990.
Během 2. světové války se účastnil vylodění spojenců na Omaha Beach, později byl vážně zraněn. Podle některých tvrzení byl jedním z mužů, který přežil Malmédský masakr.
Je pohřben na Arlingtonském národním hřbitově.